# Ibarrekolanda
Ibarrekolanda és el barri situat en el centre del districte bilbaí de Deusto, limitant al nord amb San Ignazio i Elorrieta, al sud amb Deustuko Doneperiaga-Erribera, a l'oest amb el canal de Deusto i a l'est amb la muntanya Banderas. Té una població d'11.303 habitants i 0,39 km².
Fins a mitjans del segle xx el barri era hortes, caserius i xalet de la burgesia bilbaïna. D'entre aquests destaca la finca de Sarriko, pertanyent als comtes de Zubiria, avui parc i Facultat de Ciències Econòmiques i Empresarials de la Universitat del País Basc.
El símbol d'aquest barri és l'Arbolagaña o Txakolí de l'arbre, un singular txakolí que es distingia per posseir un enorme i frondós plataner on estava construïda una plataforma en la qual berenaven els comensals. L'Arbolagaña, va ser derribat juntament amb el caseriu en la dècada dels 70, per emprendre la construcció de nous habitatges.